# Moehringia trinervia
Moehringia trinervia là loài thực vật có hoa thuộc họ Cẩm chướng. Loài này được (L.) Clairv. mô tả khoa học đầu tiên năm 1811.